# Igreja de Sant Julià de Boada
A Igreja de Sant Julià de Boada é uma igreja católica espanhola localizada na aldeia de San Julián de Boada, no município de Palau-sator, na província de Girona. É uma das igrejas moçárabes mais antigas e mais bem conservadas da Catalunha.
Os primeiros documentos históricos existentes em que se fala dela diretamente são de 1131.
O edifício não se constitui em um exemplo de obra de arte, porém tem um grande mérito histórico como estudo do desenvolvimento da arquitetura rural daquela época.

## Galeria de imagens

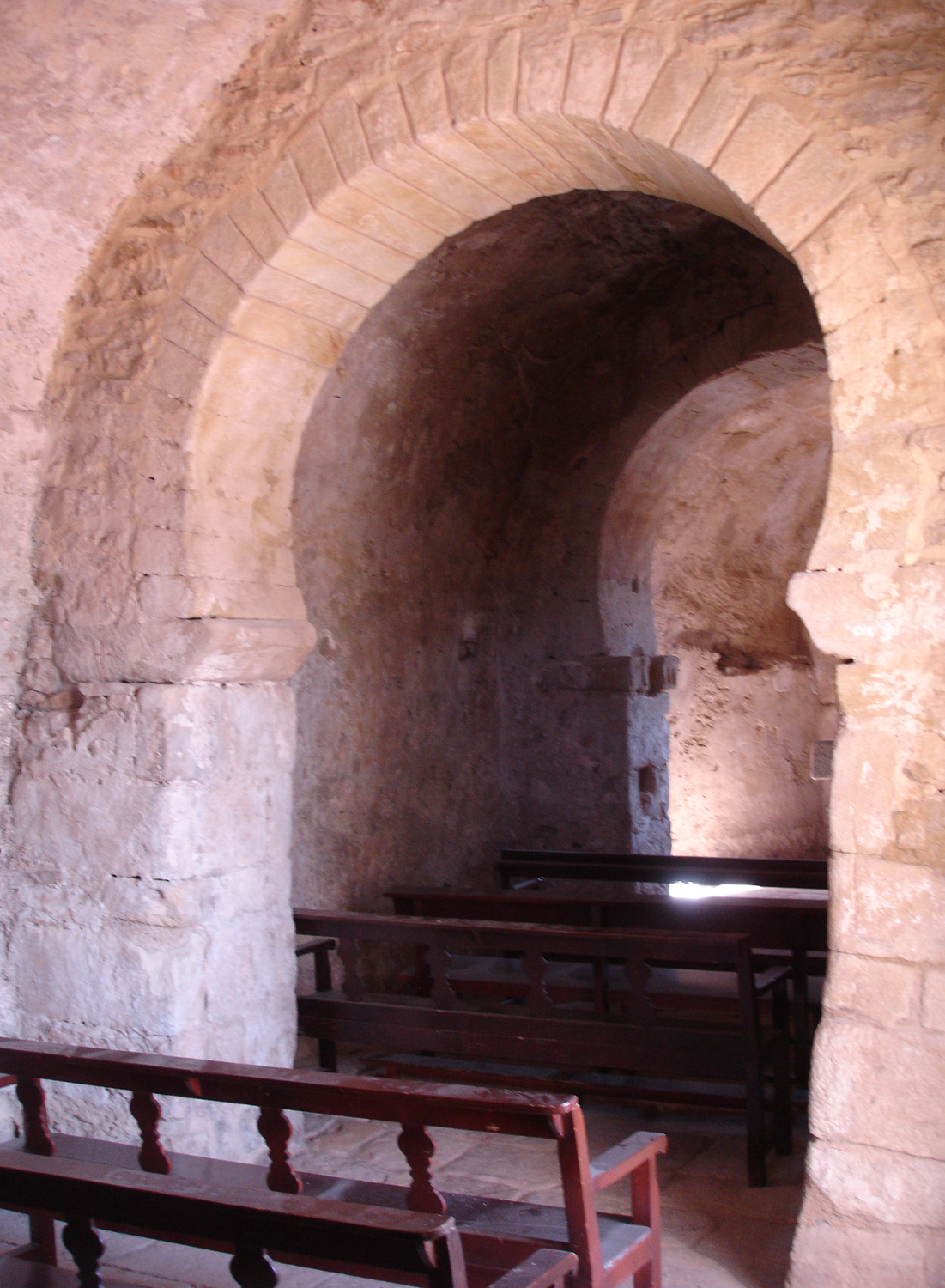
O arco mais antigo da igreja de San Julián de Boada
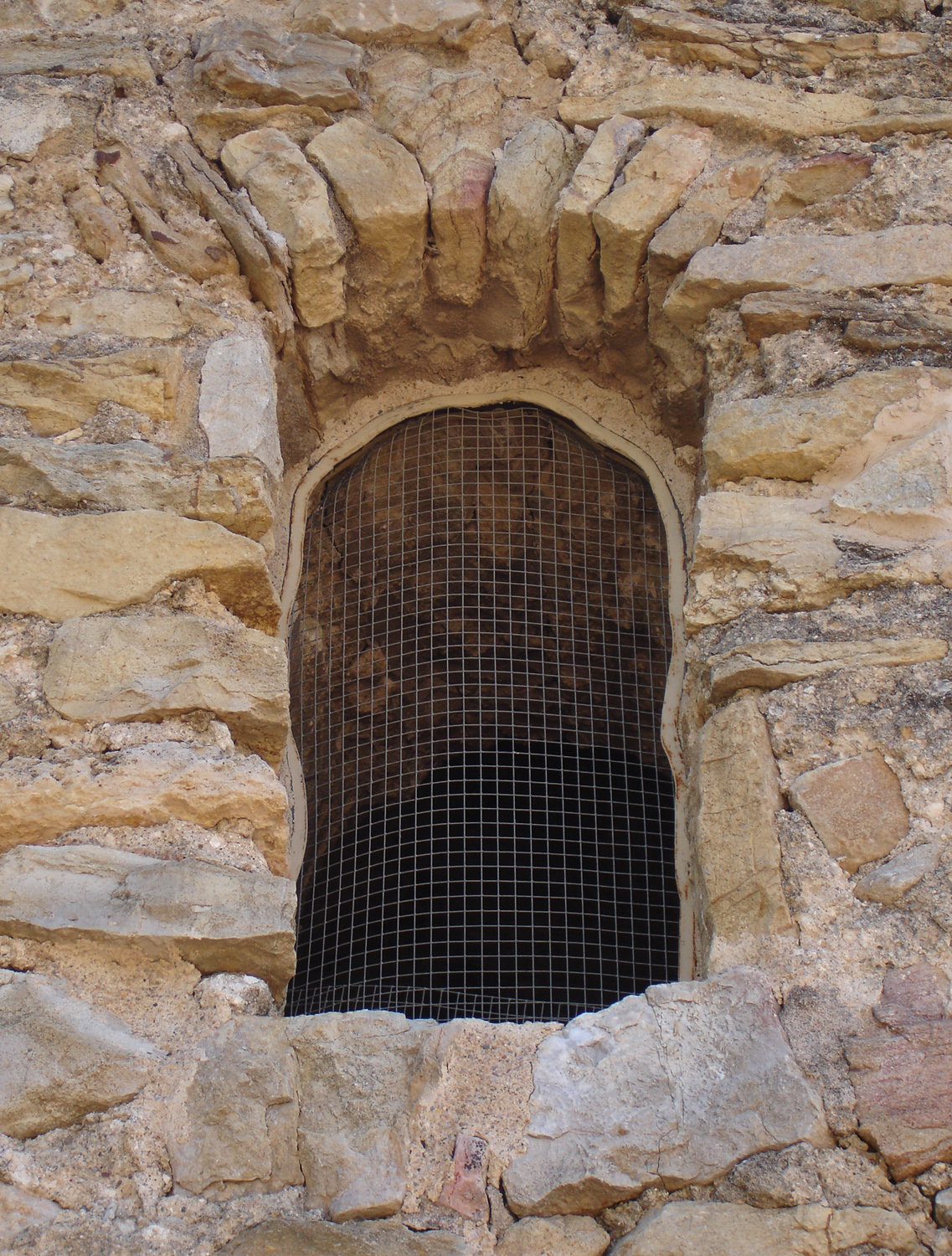
Janela lateral
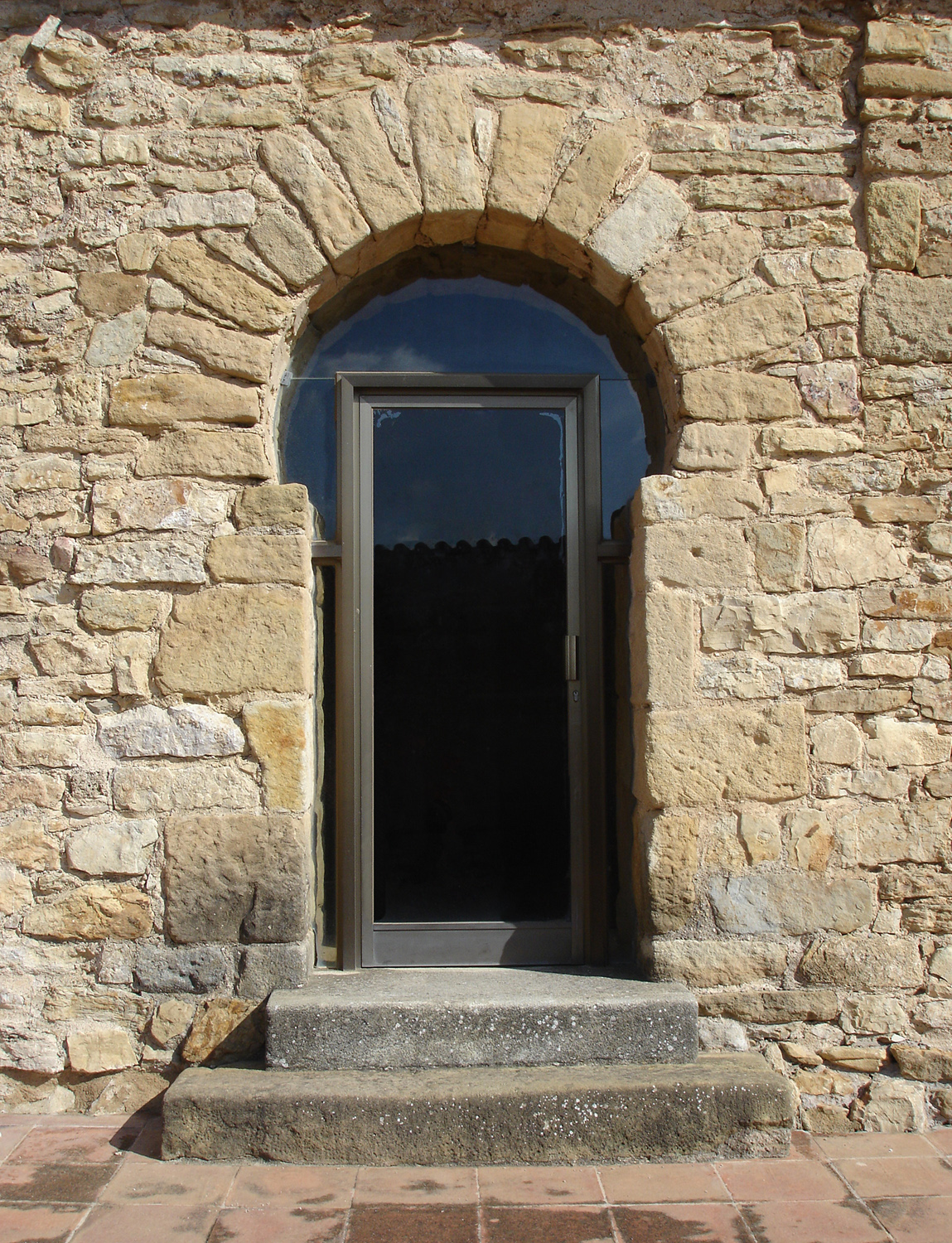
Atual porta principal
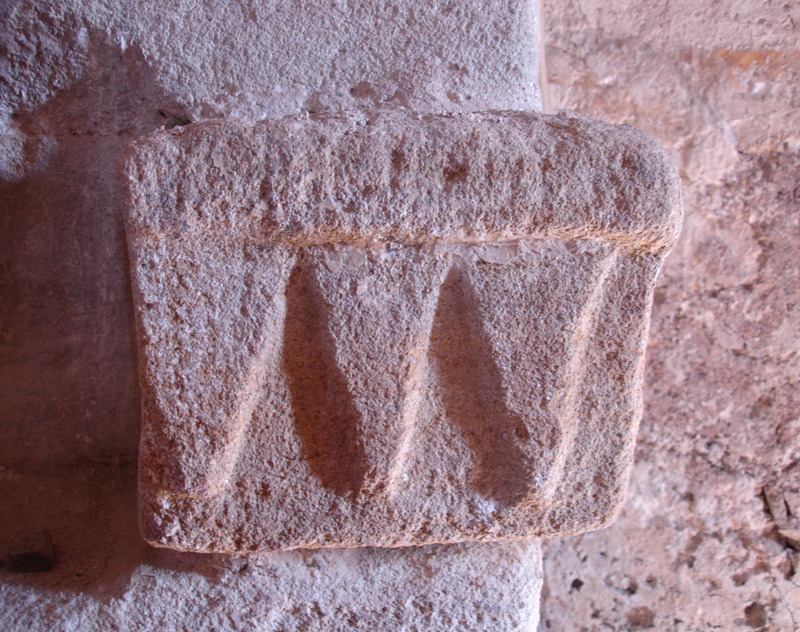
Relevo do arco da abside